# فريدلي

## التركيبة السكانية
قام مكتب تعداد الولايات المتحدة بتحديد بيانات التركيبة السكانية لفريدليفي تعداد الولايات المتحدة. في ما يلي، التركيبة السكانية حسب تعدادي 2000 و2010.

### تعداد عام 2000
بلغ عدد سكان فريدلي 27,449 نسمة بحسب تعداد عام 2000، وبلغ عدد الأسر 11,328 أسرة وعدد العائلات 7,317 عائلة مقيمة في المدينة.
وتوزع التركيب العرقي للمدينة بنسبة 88.65% من البيض و0.82% من الأمريكيين الأصليين و2.89% من الأمريكيين ذوي الأصول الآسيوية و0.07% من سكان جزر المحيط الهادئ و3.42% من الأمريكيين الأفارقة و2.93% من عرقين مختلطين أو أكثر.
بلغ عدد الأسر 11,328 أسرة كانت نسبة 28.2% منها لديها أطفال تحت سن الثامنة عشر تعيش معهم، وبلغت نسبة الأزواج القاطنين مع بعضهم البعض 48.6% من أصل المجموع الكلي للأسر، ونسبة 11.6% من الأسر كان لديها معيلات من الإناث دون وجود شريك، وكانت نسبة 35.4% من غير العائلات. تألفت نسبة 26.8% من أصل جميع الأسر من أفراد ونسبة 6.3% كانوا يعيش معهم شخص وحيد يبلغ من العمر 65 عاماً فما فوق. وبلغ متوسط حجم الأسرة المعيشية 2.91، أما متوسط حجم العائلات فبلغ 2.40.
بلغ العمر الوسطي للسكان 36 عاماً. وكانت نسبة 22.5% من القاطنين تحت سن الثامنة عشر، وكانت نسبة 10.2% بين الثامنة عشر والأربعة وعشرون عاماً، ونسبة 31.0% كانت واقعةً في الفئة العمرية ما بين الخامسة والعشرين حتى الرابعة والأربعين عاماً، ونسبة 24.4% كانت ما بين الخامسة والأربعين حتى الرابعة والستين، ونسبة 12.0% كانت ضمن فئة الخامسة والستين عاماً فما فوق. يوجد لكل 100 أنثى 97.8 ذكر، ويوجد لكل 100 أنثى في الثامنة عشر من عمرها فما فوق 96.7 ذكر.
بلغ متوسط دخل الأسرة في المدينة 48,372 دولار، أما متوسط دخل العائلة فبلغ 55,381 دولار. وكان متوسط دخل الذكور 38,100 دولار مقابل 29,997 دولار للإناث. وسجل دخل الفرد الخاص بالمدينة 23,022 دولار. وكانت نسبة 5.3% من العائلات ونسبة 7.3% من السكان تحت خط الفقر، وكان من هؤلاء نسبة 11.9% تحت سن الثامنة عشر ونسبة 3.3% في الخامسة والستين من العمر وما فوق.

### تعداد عام 2010
بلغ عدد سكان فريدلي 27,208 نسمة بحسب تعداد عام 2010، وبلغ عدد الأسر 11,110 أسرة وعدد العائلات 7,057 عائلة مقيمة في المدينة. في حين سجلت الكثافة السكانية 2,675.3 نسمة لكل ميل مربع (1,032.9/كم2). وبلغ عدد الوحدات السكنية 11,760 وحدة بمتوسط كثافة قدره 1,156.3 لكل ميل مربع (446.4/كم2).
وتوزع التركيب العرقي للمدينة بنسبة 75.2% من البيض و1.2% من الأمريكيين الأصليين و4.9% من الأمريكيين ذوي الأصول الآسيوية و0.1% من سكان جزر المحيط الهادئ و11.1% من الأمريكيين الأفارقة و4.2% من عرقين مختلطين أو أكثر.
بلغ عدد الأسر 11,110 أسرة كانت نسبة 30.2% منها لديها أطفال تحت سن الثامنة عشر تعيش معهم، وبلغت نسبة الأزواج القاطنين مع بعضهم البعض 43.4% من أصل المجموع الكلي للأسر، ونسبة 14.1% من الأسر كان لديها معيلات من الإناث دون وجود شريك، بينما كانت نسبة 6.1% من الأسر لديها معيلون من الذكور دون وجود شريكة وكانت نسبة 36.5% من غير العائلات. تألفت نسبة 28.8% من أصل جميع الأسر من أفراد ونسبة 8.6% كانوا يعيش معهم شخص وحيد يبلغ من العمر 65 عاماً فما فوق. وبلغ متوسط حجم الأسرة المعيشية 2.99، أما متوسط حجم العائلات فبلغ 2.44.
بلغ العمر الوسطي للسكان 37.1 عاماً. وكانت نسبة 23.5% من القاطنين تحت سن الثامنة عشر، وكانت نسبة 8.8% بين الثامنة عشر والأربعة وعشرون عاماً، ونسبة 27.9% كانت واقعةً في الفئة العمرية ما بين الخامسة والعشرين حتى الرابعة والأربعين عاماً، ونسبة 25.6% كانت ما بين الخامسة والأربعين حتى الرابعة والستين، ونسبة 14.2% كانت ضمن فئة الخامسة والستين عاماً فما فوق. وتوزع التركيب الجنسي للسكان بنسبة 49.5% ذكور و50.5% إناث.

## فريدلي، مينيسوتا
فريدلي (بالإنجليزية Fridley) هي مدينة في مقاطعة أنوكا، ولاية مينيسوتا، الولايات المتحدة الأمريكية. وبلغ عدد سكانها 27449 في تعداد عام 2000. وهي جزء من منطقة العاصمة توين سيتيز.